# Coelioxys ignava
Coelioxys ignava là một loài Hymenoptera trong họ Megachilidae. Loài này được Smith mô tả khoa học năm 1879.